# Mateo 11

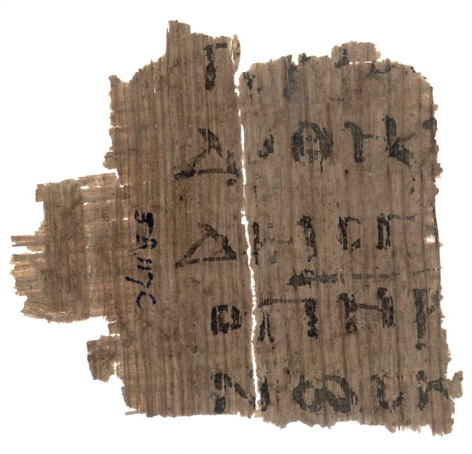
Papiro 070-POxy2384-III-IV, Mateo 11.26-27

Mateo 11 es el undécimo capítulo del Evangelio de Mateo de la sección Nuevo Testamento de la Biblia cristiana. Continúa la narración sobre el Ministerio de Jesús en Galilea.

## Texto
El texto original fue escrito en griego koiné. Este capítulo está dividido en 30 versículos.

### Testigos textuales
Algunos manuscritos antiguos que contienen el texto de este capítulo son:
- Papiro 70 (siglo III; existen los versículos 26-27)
- Codex Vaticanus (325-350)
- Codex Sinaiticus (330-360; completo)
- Papiro 62 (siglo IV; existen los versículos 25-30; también contiene los versículos 25-29 en lengua copta)
- Papiro 19 (siglos IV y V; versículos existentes 1-5)[1]
- Codex Bezae (~400)
- Codex Washingtonianus (~400)
- Codex Ephraemi Rescriptus (~450; completo)
- Codex Purpureus Rossanensis (siglo VI)
- Codex Petropolitanus Purpureus (siglo VI; versículos 4-30)
- Codex Sinopensis (siglo VI; se conservan los versículos 5-12)

## Estructura
Este capítulo puede agruparse (con referencias cruzadas a los otros evangelios):
- Mateo 11:1 = Ministerio de Jesús (continuación de Mateo 10:34- Mateo 10:42) (Marcos 13:9-13; Lucas 21:12-19; Lucas 12:2-9).
- Mateo 11:2- Mateo 11:19 = Mensajeros de Juan el Bautista (Lucas 7:18-35)
- Mateo 11:20-Mateo 11:24 = Maldecir a Corazín, Betsaida y Cafarnaún (Lucas 10:13-15)
- Mateo 11:25-Mateo 11-30 = Alabando al Padre (Lucas 10:21-22)

La Nueva Biblia del rey Jacobo organiza este capítulo de la siguiente manera:
- Mateo 11:1-19 = Juan el Bautista envía mensajeros a Jesús.
- Mateo 11:20-24 = Ay de las ciudades impenitentes
- Mateo 11:25-30 = Jesús da el Verdadero Descanso

## Juan el Bautista envió mensajeros a Jesús
Los versículos 2 a 6 se refieren a la pregunta de Juan el Bautista sobre Jesús, transmitida por sus mensajeros. Los versículos 7 a 19 relatan la evaluación que Jesús hace del ministerio de Juan.

### Versículos 2-3
2Cuando Juan oyó en la cárcel las obras de Cristo, envió a dos de sus discípulos,
3Y le dijeron: ¿Eres tú aquel que había de venir, o esperamos a otro?
Algunas traducciones utilizan palabras descriptivas para referirse al Mesías esperado: "el que ha de venir" (English Standard Version, New Heart English Bible), o "el que esperamos" (Living Bible), mientras que otras traducciones presentan en  griego ο ερχομενος, ho erchomenos, como un título: "el Esperado" (New American Standard Bible), "el Venidero" (Weymouth New Testament, Nueva Biblia del rey Jacobo).

## Versículos 20-24
Después de haber salido en el versículo 1 "para enseñar y predicar en sus ciudades", los versículos 20-24 dan cuenta de la condena de Jesús a las ciudades de Galilea por su negativa a arrepentirse. Jesús obró la mayoría de sus milagros u "obras de poder" en estas ciudades.

### Comentario
Corozaín y Betsaida eran ciudades florecientes, situadas en la orilla norte del lago de Genesaret, relativamente cerca de Cafarnaún. Durante su ministerio público Jesús predicó con frecuencia en ellas e hizo muchos milagros. Tiro y Sidón, dos ciudades de Fenicia, junto con Sodoma y Gomorra —todas ellas conocidas por sus vicios—, eran ejemplos típicos entre los judíos para referirse al castigo de Dios por sus pecados. Con estas citas Jesús resalta la ingratitud de las personas que pudieron haberle conocido, pero no se convirtieron: en el día del Juicio se les pedirá más grave cuenta.
Frente a Lucas, que cita estas frases como un lamento de Jesús, Mateo enfatiza el tono de reproche peo señala que siempre queda un momento para la conversión, 

porque lo grave no es caer, sino, después de caídos, quedarnos tendidos y no querernos levantar; lo grave es obstinarse en el mal y, entregados a la desidia, cubrir con pensamientos de desesperación la flaqueza de nuestra voluntad.

## Versículo 25
En aquel tiempo, respondiendo Jesús, dijo: Te doy gracias, Padre, Señor del cielo y de la tierra, porque has ocultado estas cosas a sabios y prudentes, y se las has revelado a niños. 
El teólogo protestante alemán Karl Theodor Keim llamó a este texto una "perla de los dichos de Jesús". El papa Francisco ha señalado con apoyo que el papa Benedicto XVI "señaló a menudo que el teólogo debe permanecer atento a la fe vivida por los humildes y los pequeños, a quienes plugo al Padre revelar lo que había ocultado a los doctos y a los sabios".
En contraste con los que no creen en Él, Jesús se llena de gozo por los que le aceptan, la gente sencilla y humilde, que no confía en su propia sabiduría, que no se estiman a sí mismos por prudentes y sabios. El pasaje se ha denominado en alguna ocasión la «joya de los evangelios sinópticos», porque recoge la oración de Jesús, que llama Padre a Dios, porque se nos presenta como el que conoce a Dios y que todo lo ha recibido de Él, y porque es quien lo revela a los hombres, si lo recibimos con humildad. Estas palabras son una bella oración, y un testimonio de los sentimientos más profundos de Jesús: 

Su conmovedor “¡Sí, Padre!” expresa el fondo de su corazón, su adhesión al querer del Padre, que fue un eco del “Fiat” de su Madre en el momento de su concepción y que preludia lo que dirá al Padre en su agonía. Toda la oración de Jesús está en esta adhesión amorosa de su corazón de hombre al “misterio de la voluntad” del Padre»

## Versículo 27
Todas las cosas me han sido entregadas por mi Padre, y nadie conoce al Hijo sino el Padre. Y nadie conoce al Padre, sino el Hijo, y aquel a quien el Hijo se lo quiera revelar. 
La Biblia de Jerusalén sugiere que este versículo tiene "un sabor joánico, observando que la conciencia de la filiación divina de Cristo existe en el estrato más profundo de los tradición sinóptica, así como en el Evangelio de Juan.

## Versículo 28
Venid a mí todos los que estáis trabajados y cargados,
y yo os haré descansar. 
"Venid a mí" (en griego: δεῦτε πρός με, deute pros me): también en Mateo 4:19, donde el δεῦτε ὀπίσω μου, deute opiso mou, se traduce a menudo como "seguidme". En el versículo 28 se piensa menos en el proceso de venir que en la invitación muy similar de Juan 7:37.
El «yugo» era una palabra que se utilizaba para referirse a la Ley de Moisés, que con el paso del tiempo se había sobrecargado de multitud de pequeñas prácticas insoportables y no daba la paz del corazón. El Señor había anunciado que iba a atraer a sus fieles «con vínculos de afecto…, con lazos de amor». 

Cualquier otra carga te oprime y abruma, mas la carga de Cristo te alivia el peso. Cualquier otra carga tiene peso, pero la de Cristo tiene alas. Si a un pájaro le quitas las alas, parece que le alivias del peso, pero cuanto más le quites este peso, tanto más le atas a la tierra. Ves en el suelo al que quisiste aliviar de un peso; restitúyele el peso de sus alas y verás como vuela».

Jesús es también «manso y humilde de corazón» (v. 29). Con esta expresión se designa en el Antiguo Testamento a la persona paciente, que desiste de la cólera y del enojo, y que pone su confianza en Dios.

¡Gracias, Jesús mío!, porque has querido hacerte perfecto Hombre, con un Corazón amante y amabilísimo, que ama hasta la muerte y sufre; que se llena de gozo y de dolor; que se entusiasma con los caminos de los hombres, y nos muestra el que lleva al Cielo; que se sujeta heroicamente al deber, y se conduce por la misericordia; que vela por los pobres y por los ricos; que cuida de los pecadores y de los justos… —¡Gracias, Jesús mío, y danos un corazón a la medida del Tuyo!

## Manuscritos antiguos

### Papiro 62(sigloIV)

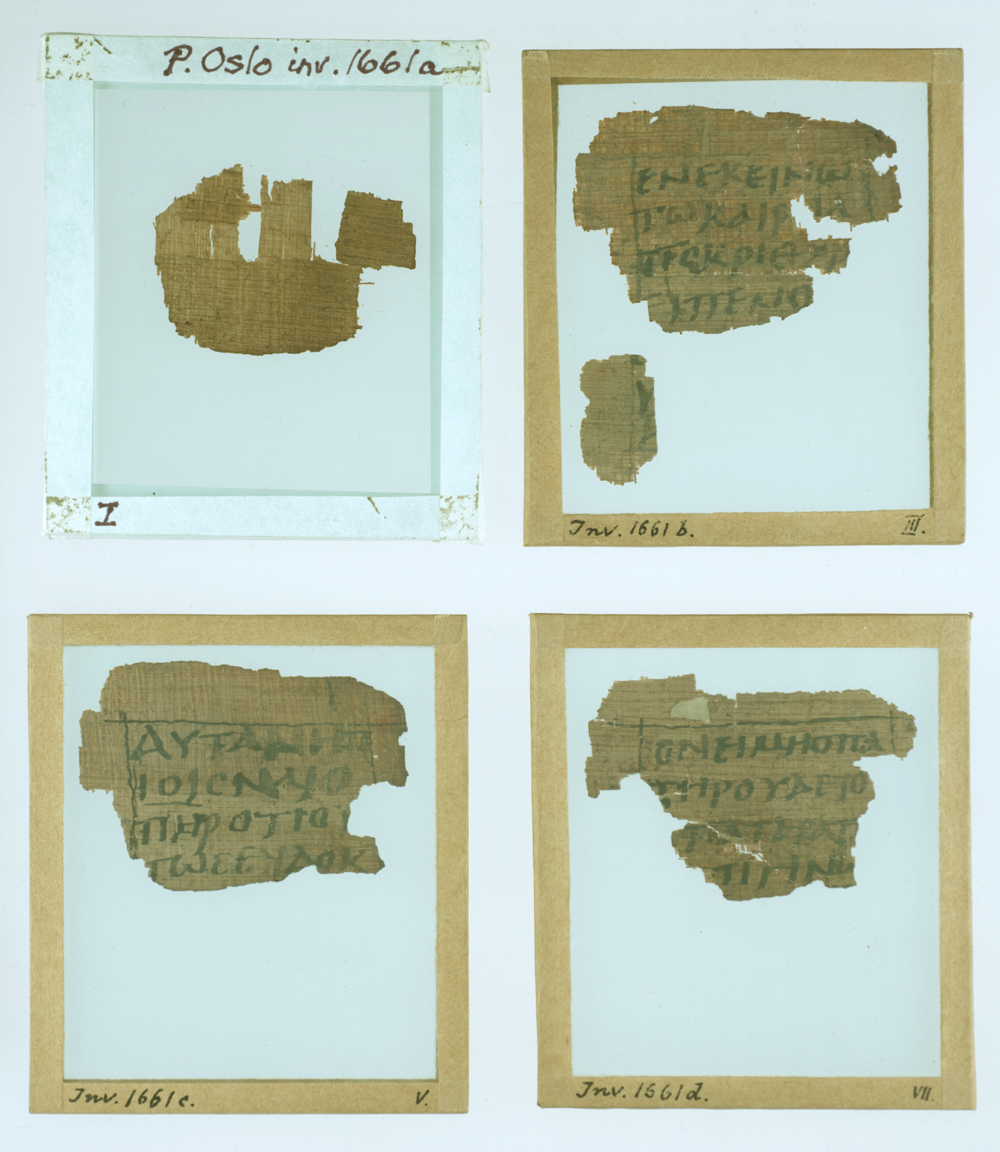
Mat 11.25-30 anverso 1 3 5 7
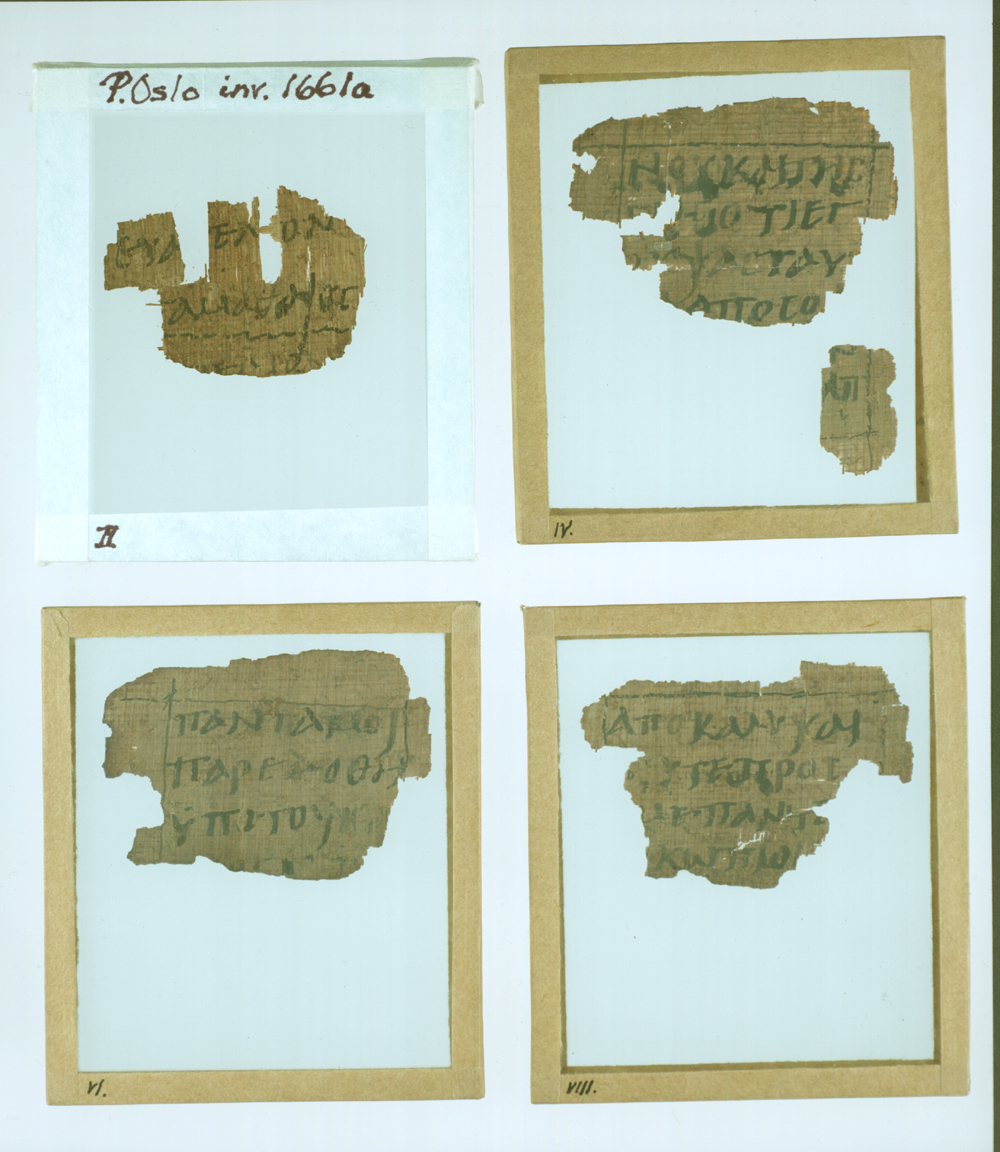
Mat 11.25-30 reverso 2 4 6 8
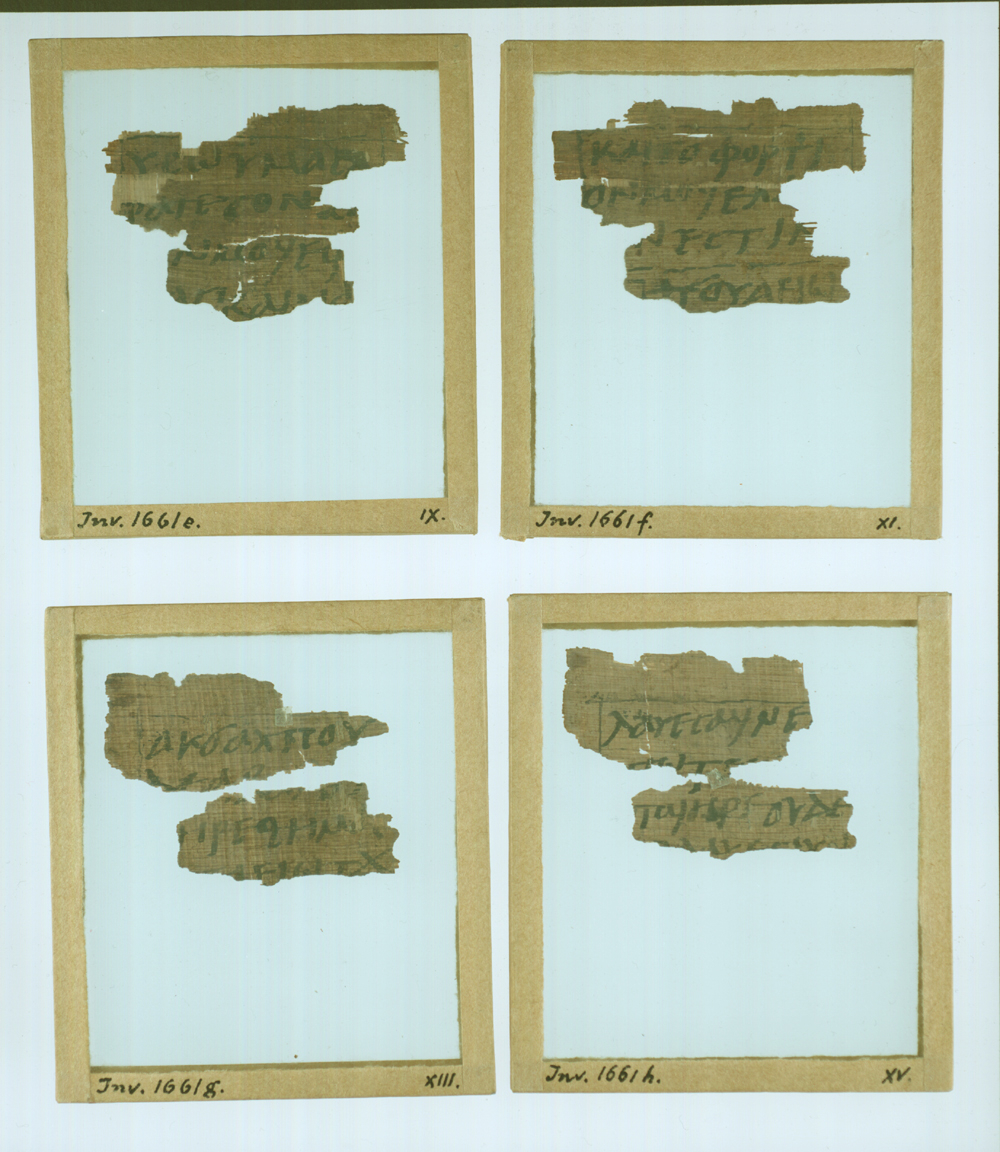
Mat 11.25-30 anverso 9 11 13 15
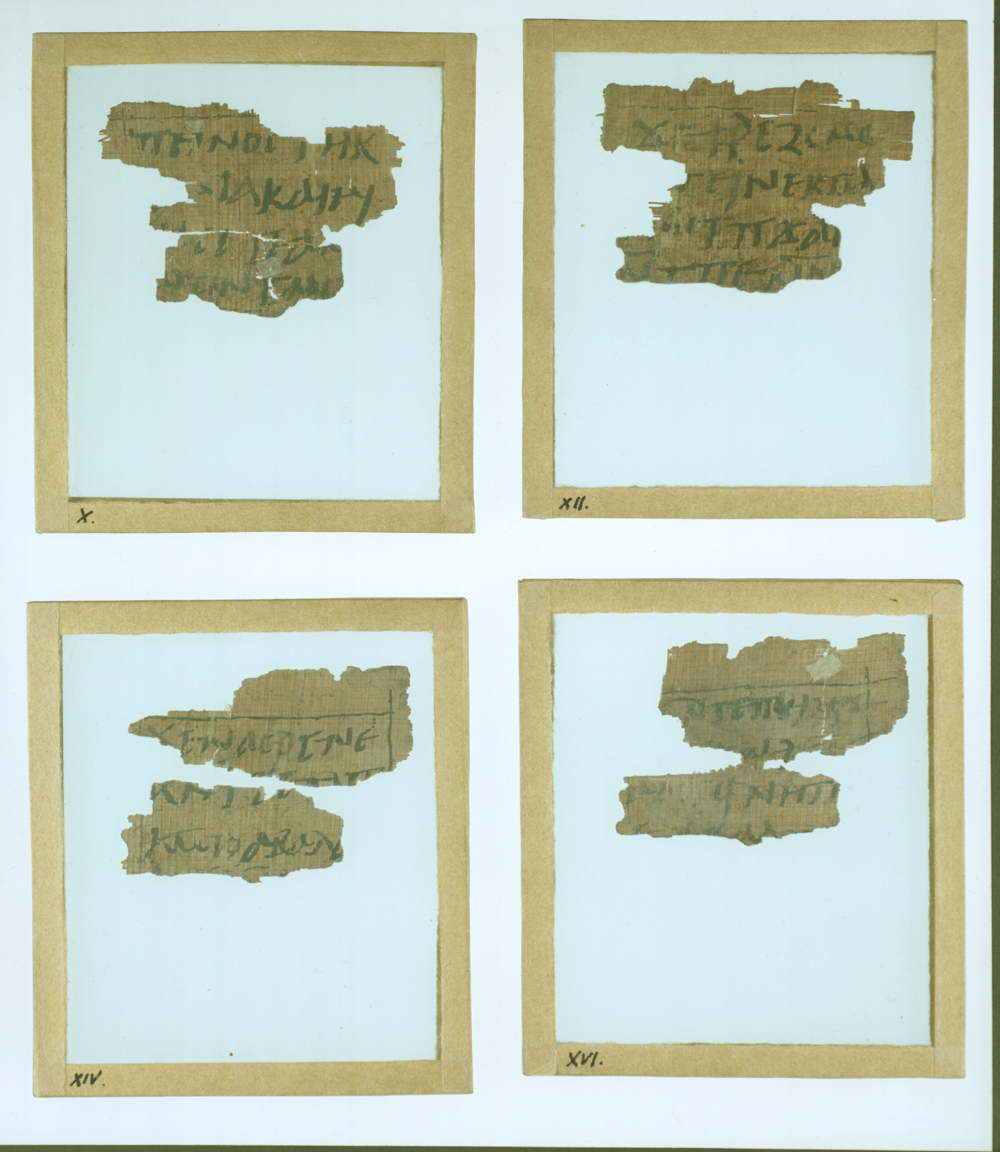
Mat 11.25-30 reverso 10 12 14 16
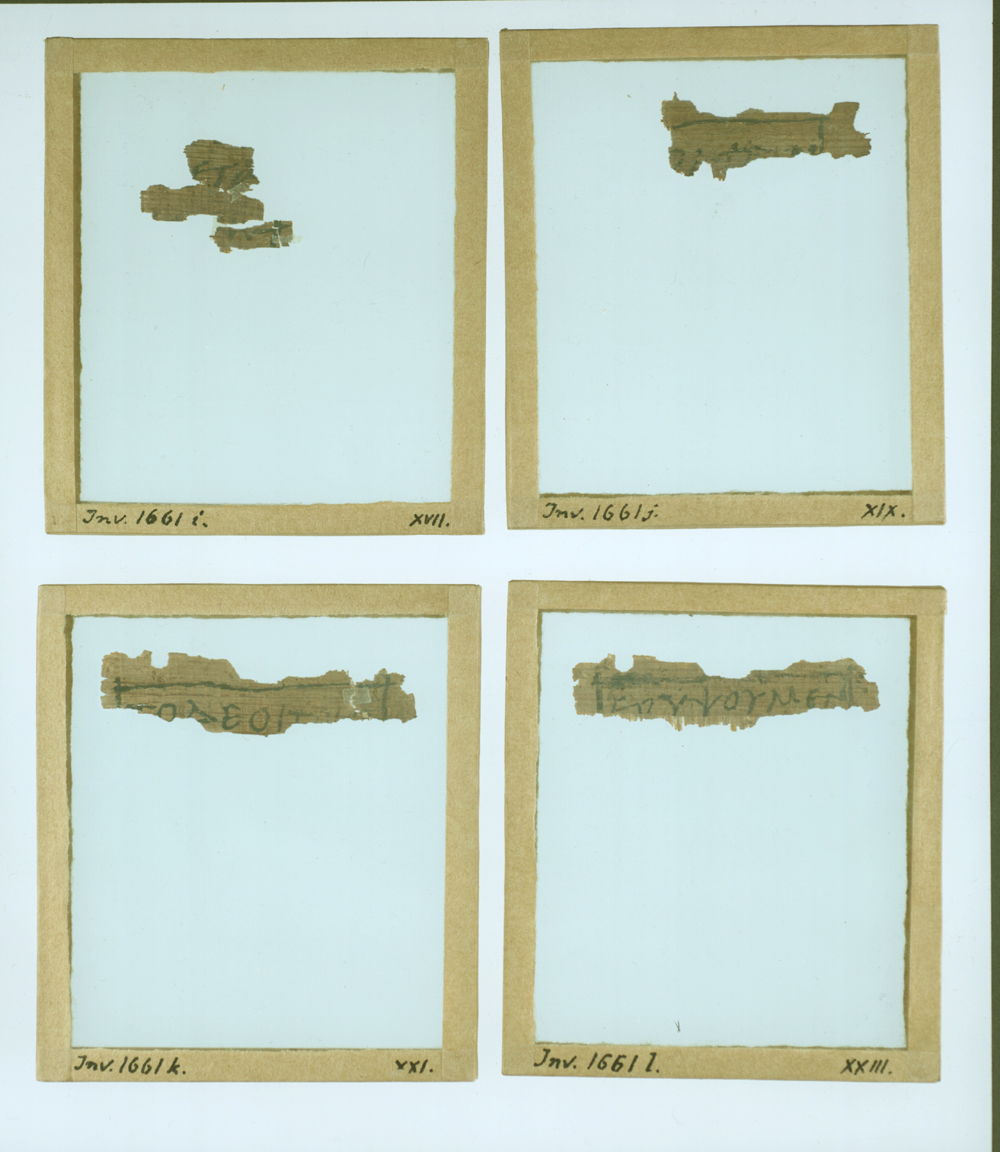
Mat 11.25-30 anverso 17 19 21 23
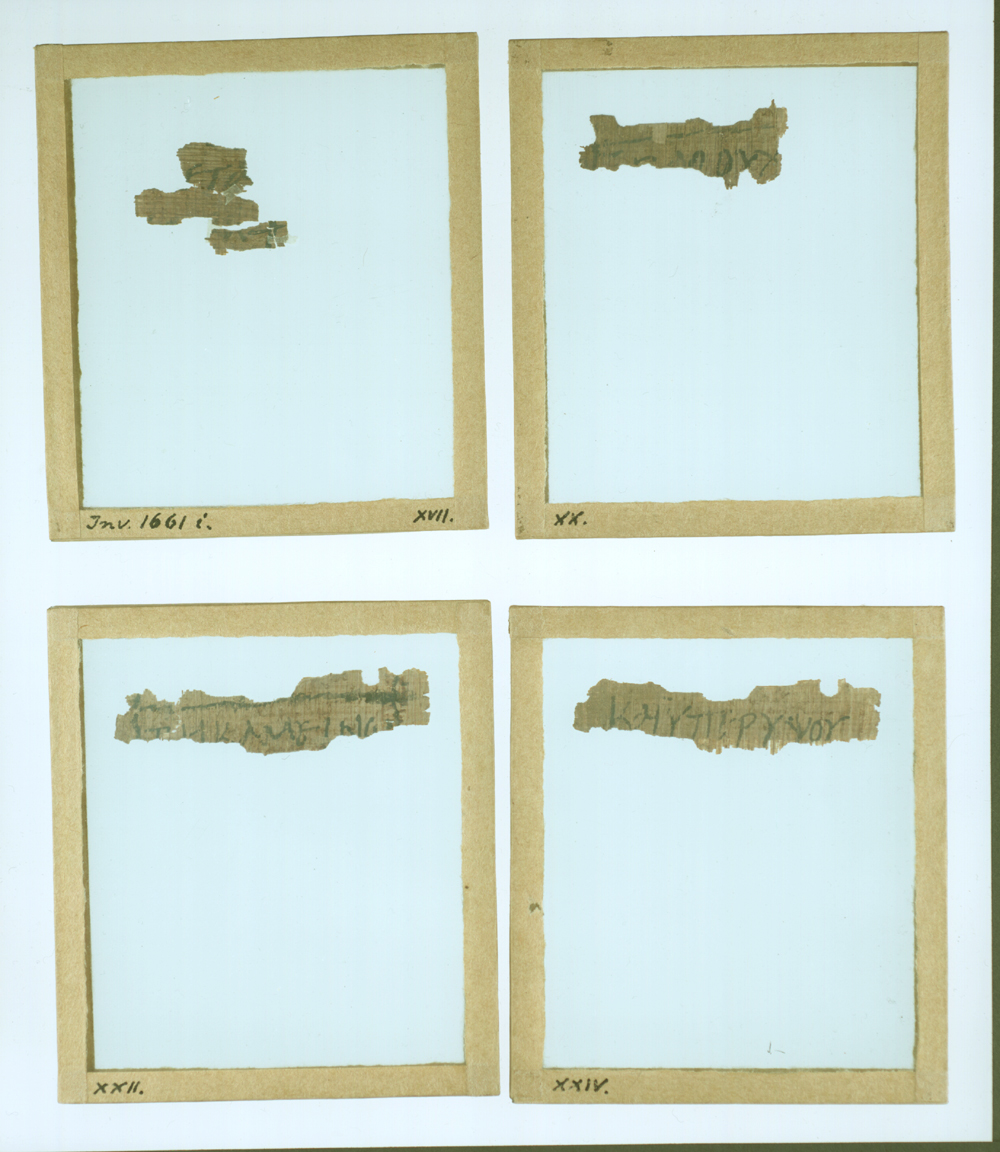
Mat 11.25-30 reverso 18 20 22 24
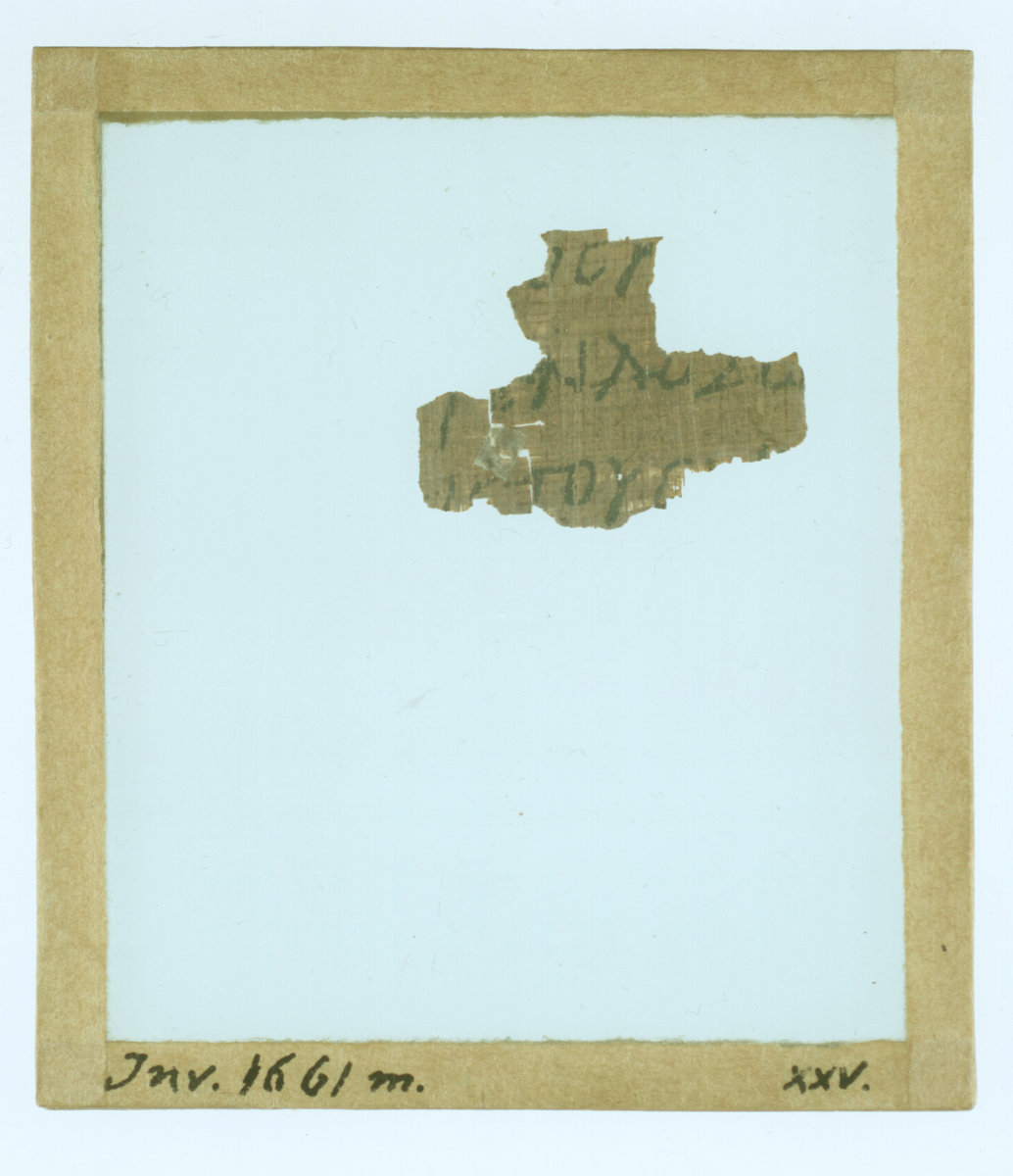
Mat 11.25-30 anverso 25
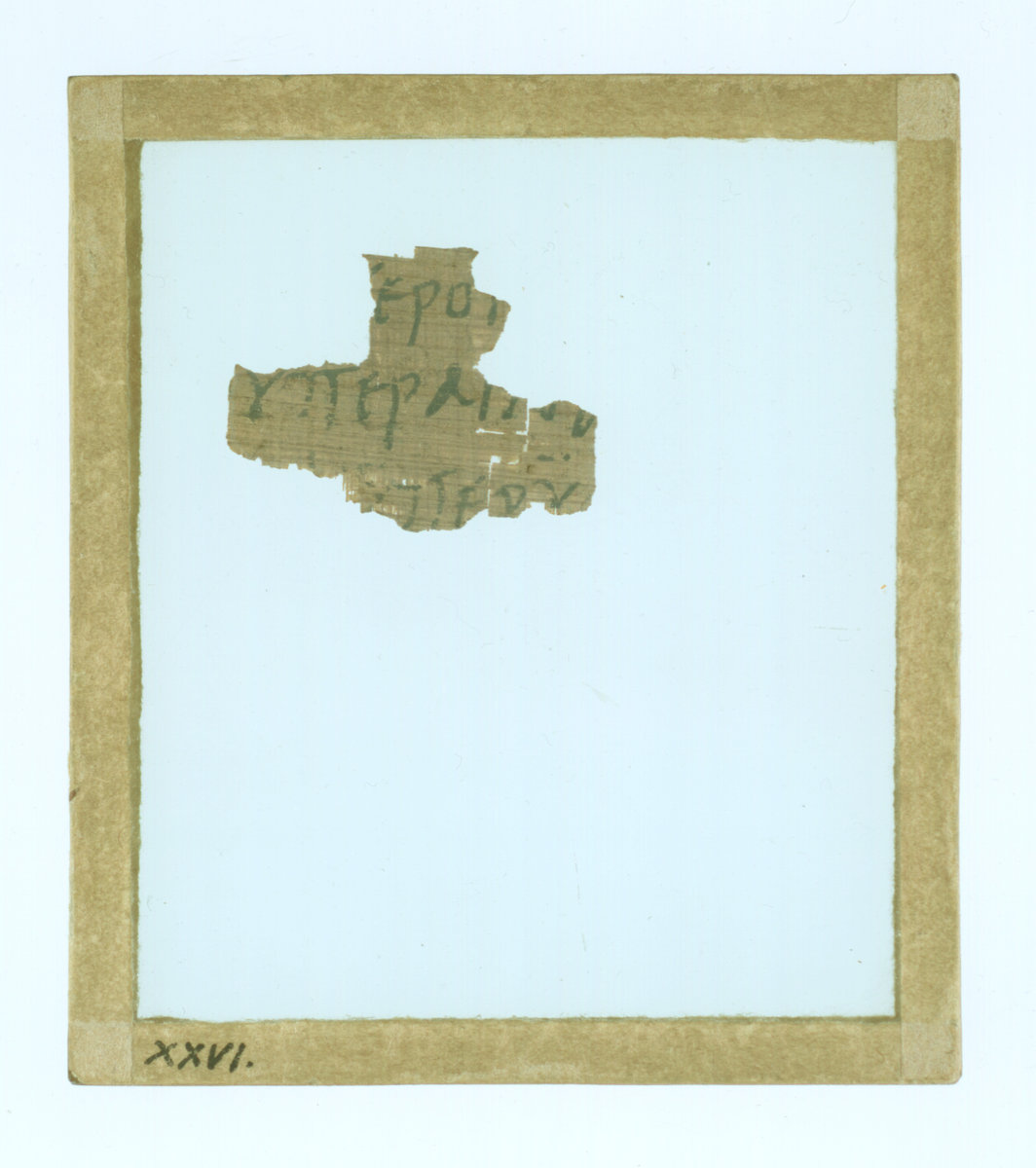
Mat 11.25-30 reverso 26

## Comentarios
El capítulo presenta, como en disparidad, la diferencia existente entre los que aceptan a Jesús —Juan el Bautista y los pequeños— y los que no lo aceptan: los hombres de aquella generación y las ciudades incrédulas.
El texto habla también del Bautista. Antes, el evangelio había señalado la adecuación de la predicación de Juan a la de Jesús, y después pondra de manifiesto otras semejanzas: Juan, como Jesús, sufrió la incredulidad del pueblo, y también una muerte violenta, porque, ambos cumplieron «toda justicia». Sin embargo, las palabras que se citan ahora muestran la diferencia entre ambos: Juan, dice Jesús, es Elías, el profeta que tenía que venir de nuevo antes que el Mesías; es un profeta y aún más que un profeta; es el mayor entre los nacidos de mujer; es el precursor. Pero, al compararse con Jesús, él mismo se siente un esclavo y menos que un esclavo: 

Me podías hablar de Elías que fue arrebatado al cielo, pero no es mayor que Juan; Enoc fue trasladado, y tampoco es mayor que Juan. Moisés fue el más grande legislador, y admirables fueron todos los profetas, pero no eran más que Juan. No soy yo quien se atreve a comparar profeta con profeta, sino el que es Señor suyo y nuestro. 

La grandeza de Juan la señala Jesús por su pertenencia al Reino, porque «desde los días de Juan el Bautista hasta ahora, el Reino de los Cielos padece violencia» (v. 12). Desde que Juan el Bautista anunció a Cristo, los poderes del infierno han multiplicado su asalto, que se durará a lo largo del tiempo de la Iglesia. Por eso es necesario el esfuerzo para conquistar el Reino. La situación descrita por Jesús puede ser ésta: los jefes y una parte del pueblo judío esperaban el Reino de Dios como algo merecido, como una herencia, y estaban confiados en sus méritos de raza; sin embargo, otros, los esforzados —literalmente, los salteadores—, se apoderarán de él como al asalto, por la fuerza, en lucha contra los enemigos del alma. 

Esa fuerza no se manifiesta en violencia contra los demás: es fortaleza para combatir las propias debilidades y miserias, valentía para no enmascarar las infidelidades personales, audacia para confesar la fe también cuando el ambiente es contrario.

## Usos

### Música
La versión King James de los versículos 28-30 de este capítulo se citan como textos en el oratorio en lengua inglesa "El Mesías" de George Frideric Handel (HWV 56).